# Parasbecesta
Parasbecesta es un género de insecto coleóptero de la familia Chrysomelidae.

## Especies
Las especies de este género son:
- Parasbecesta breviuscula (Weise, 1904)
- Parasbecesta burgeoni Laboissiere, 1940
- Parasbecesta flavonigra Laboissiere, 1940
- Parasbecesta ituriensis (Weise, 1924)
- Parasbecesta personata Laboissiere, 1940
- Parasbecesta purpurea (Laboissiere, 1937)
- Parasbecesta rubida Laboissiere, 1940
- Parasbecesta ruwensorica (Weise, 1912)